# Giulia Grassino
Giulia Grassino (Ivrea, 23 marzo 1995) è una calciatrice italiana attaccante dell'Atletico Oristano.

## Ruolo
Trequartista che sa adattarsi a giocare anche come seconda punta.

## Carriera
Cresciuta nelle giovanili del Torino, ha vinto un campionato Primavera, nella stagione 2011-2012 battendo in finale le avversarie del Firenze.
Dalla stagione 2012-2013 viene inserita in rosa con la prima squadra granata facendo il suo esordio in Serie A alla 1ª giornata di campionato, il 22 settembre 2012, nell'incontro casalingo perso 5-2 con le avversarie della Riviera di Romagna. Rimane legata alla società fino al termine della stagione 2014-2015 quando, durante il calciomercato estivo, viene ceduta in prestito al Caprera per una stagione.
Svincolatasi dalla società granata, durante l'estate 2017 si trasferisce alla Sassari Torres dove nel campionato di Serie B marca 23 presenze e sigla una rete, per poi trasferirsi la stagione successiva all'Atletico Oristano.

## Palmarès

### Giovanili
- Campionato Primavera (calcio femminile): 1

Torino: 2011-2012